# 疑遅
疑遅（ぎ ち、1913年 - 2004年）は、満洲国で活動した小説家。本名は劉 玉璋（りゅう ぎょくしょう）。別名に夷馳、劉夷馳がある。

## 略歴
ハルビン市の中ソ合弁中東鉄路車務処専科伝習所に入学。この時、ロシア語を学んだ。1932年、中東鉄路車務処専科伝習所を卒業し、中東鉄路勤務。のち、ハルビン法学院で学ぶ。1936年、満洲国国務院総務庁統計処に入ると、同僚の古丁、外文と知り合い、『明明』、『芸文志』に参加して文学活動をする。
1941年、古丁が職を辞し私財を賭して芸文書房をおこした際には、彼も職を辞して参画した。1940年、満映傘下の満洲雑誌社出版の総合雑誌『麒麟』、同社『電影画報』二誌の主編を兼任。また、1943年頃には長城書店を経営している。
満洲国崩壊直後の中国共産党統治時期には首都警察庁外事課長に就いている。中華人民共和国成立後は、ロシア語の能力によって数々のソ連映画の翻訳をしている。1956年、中国作家協会加入、1961年には長春電影制片廠制片室主任。1963年、ソ連映画『彼女は故郷に帰った』の翻訳によって最優秀翻訳賞受賞。幼少の頃、古丁とは近所で交流があったという。日本公学堂に学び日本語をよくした。
代表作「山丁花」は、郷土文芸の典型と評されている。また、ロシア語に精通していたことからその作風はロシア文学に通じているとも評される。